# Wijnand Geraedts
Wijnandus Aloisius (Wijnand) Geraedts (Swalmen, 5 juni 1883 - Leiden, 19 mei 1958) was een Nederlands kunstschilder.
Geraedts volgde zijn opleiding in Antwerpen en München en werkte daarna behalve in Nederland ook in Duitsland, Frankrijk, Italië en de Verenigde Staten. In Nederland was de rooms-katholieke kerk zijn voornaamste opdrachtgever, waardoor in menig kerk zijn fresco's, kruiswegstaties en olieverfschilderijen zijn te vinden. Zo schilderde hij de kruiswegstaties in de Sint-Josephkerk in Roosendaal, de Sint-Willibrorduskerk in Oegstgeest, de Sint-Martinuskerk in Etten, de Sint-Werenfriduskerk in Zieuwent, de Sint-Jozefkerk in het Drentse Zandberg en de Sint-Josephkerk in zijn woonplaats Leiden.
Controversieel werd zijn schilderij van de "H. Maagd van Welberg": een ongesluierde, blondgelokte en op een engel lijkende Maagd Maria, die deze gestalte had gekregen op aanwijzingen van Janske Gorissen, een gestigmatiseerde zieneres uit Welberg, gemeente Steenbergen. Geraedts schilderij hing in de parochiekerk tijdens de hoogtijdagen van de plaatselijke Mariacultus, die later na een officieel kerkelijk onderzoek werd beëindigd als zijnde het gevolg van valse mystiek en een uit de hand gelopen volksgeloof. Het schilderij van Geraedts werd uit de parochiekerk verwijderd en wordt thans bewaard in het bisschopspaleis van Breda.
Hij was lid van de kunstenaarsvereniging Sint Lucas in Amsterdam.
Ook Wijnands zoon Pieter Geraedts was kunstschilder. Hij was getrouwd met Theresia Antonia Christina van Dongen.
- Biografisch Portaal: 32205712
- Gemeinsame Normdatei: 1079868992
- International Standard Name Identifier: 0000 0000 6833 733X
- RKD-Nederlands Instituut voor Kunstgeschiedenis: 30995
- Union List of Artist Names: 500096585
- Virtual International Authority File: 96392396
- WorldCat: E39PBJx8yr4TtG88Tgx4TW4Xh3